# Непокірне серце
«Непокірне серце» (ісп. Corazón indomable) — мексиканська теленовела 2013 року, знята продюсером Наталі Лартілью для компанії Televisa. Заснована на теленовелі 1994 року «Марімар». В головних ролях — Ана Бренда Контрерас, Даніель Аренас, Елізабет Альварес та Сесар Евора. Виходила на телеканалі Canal de las Estrellas з 25 лютого по 6 жовтня 2013 року та налічує 161 епізод.

## Сюжет
Молода жінка зі скромним достатком переосмислює себе, щоб помститися тим, хто жорстоко знущався з нею. Телесеріал розповідає історію Марікрус Оліварес, красивої молодої жінки, яка виросла бідною в мексиканському селі. Випадково зустрівшись із пілотом Октавіо Нарваесом, вони закохуються.

## У ролях
| Актор                  | Роль                                                 |
| ---------------------- | ---------------------------------------------------- |
| Ана Бренда Контрерас   | Марікруз Оліварес / Марія Алехандра Мендоса Оліварес |
| Даніель Аренас         | Октавіо Нарваес                                      |
| Елізабет Альварес      | Люсія Браво де Нарваес                               |
| Сесар Евора            | Алехандро Мендоса                                    |
| Серхіо Гойрі           | Альваро Сіфуентес                                    |
| Марія Елена Веласко    | Марія                                                |
| Росіо Банкельс         | Карола Кансеко                                       |
| Мануель Ландета        | Теобальдо                                            |
| Ігнасіо Лопес Тарсо    | Дон Раміро                                           |
| Ана Патрисія Рохо      | Раїза Кансеко                                        |
| Карлос Камара молодший | Еусебіо Бермудес / Назаріо Бермудес                  |
| Хуан Анхель Еспарса    | Хосе Антоніо                                         |
| Ісадора Гонсалес       | Сімона Іразабаль                                     |
| Юліана Пеніше          | Офелія                                               |
| Габі Мельядо           | Соледад «Соліта» Оліварес                            |
| Рікардо Франко         | Едуардо Кірога                                       |
| Мішель Рамалья         | Араселі                                              |
| Елізабет Вальдес       | Естер «Естерсіта» Браво де Гарсіяа                   |
| Антоніо Фортьє         | Тоні                                                 |
| Аврора Клавель         | Серафіна                                             |
| Ракель Панковські      | Сіра                                                 |
| Рафаель Інклан         | дон Ігнасіо                                          |

## Інші версії
- 1974 — Неприборкані (ісп. La indomable), венесуельська теленовела виробництва каналу RCTV. У головних ролях Марина Баура, Еліо Рубенс і Барбара Тейде.
- 1977 — Помста (ісп. La venganza), мексиканська теленовела виробництва компанії Televisa. У головних ролях Елена Рохо та Енріке Лізальде.
- 1994 — Марімар (ісп. Marimar), мексиканська теленовела виробництва компанії Televisa. У головних ролях Талія та Едуардо Капетільйо.
- 2007 — Марімар (тагал. Marimar), філіппінська теленовела виробництва каналу GMA Network. У головних ролях Маріан Рівера та Діндон Дантес.
- 2010 — Незламна душа (ісп. Alma indomable), американська теленовела виробництва каналу Univision. У головних ролях Скарлет Ортіс і Хосе Анхель Ламас.
- 2015 — Марімар (тагал. Marimar), філіппінська теленовела виробництва каналу GMA Network. У головних ролях Меган Янг і Том Родрігез.